# Немецкий музей (Бонн)

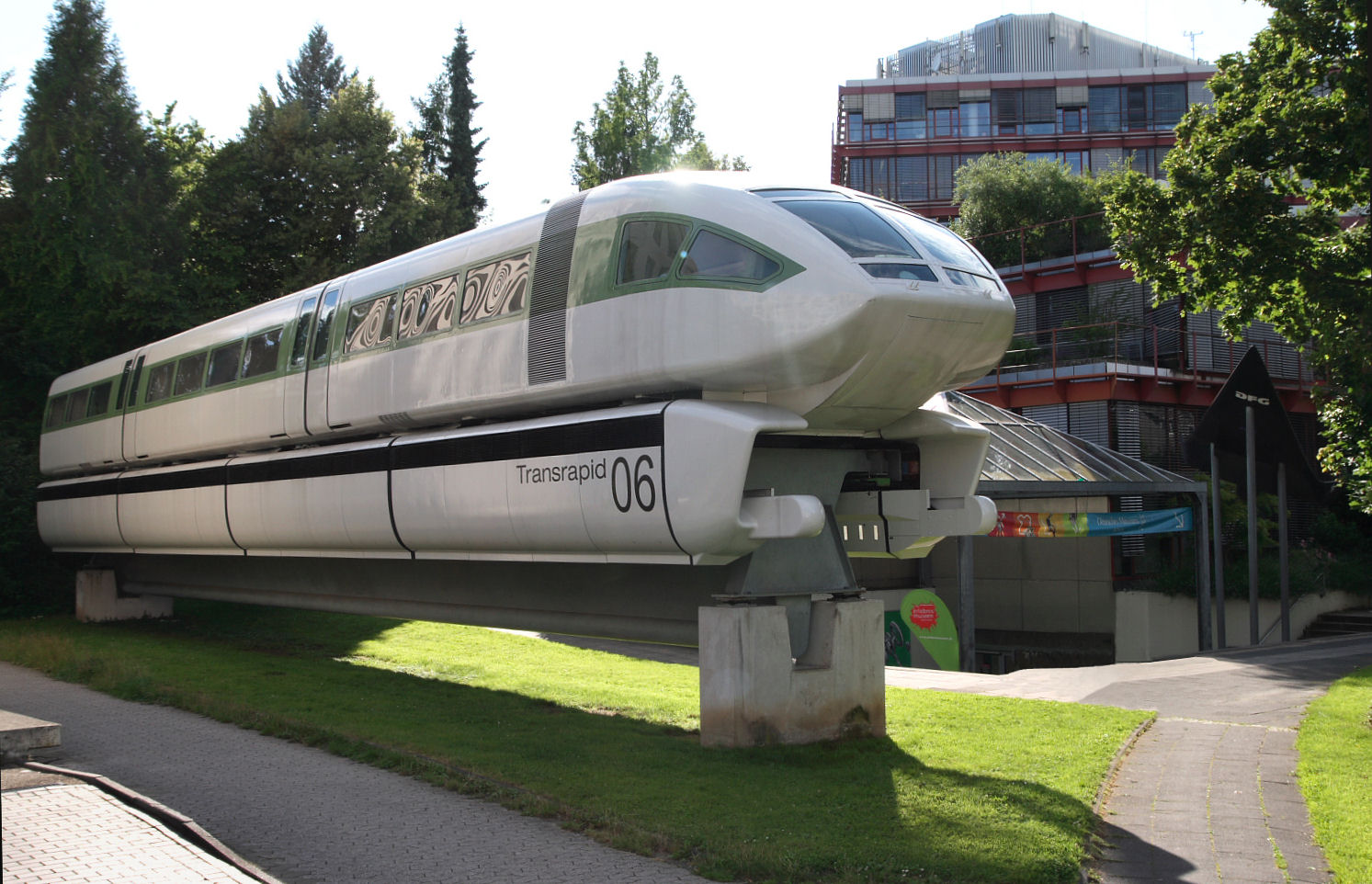
Трансрапид на входе в Немецкий музей Бонна

Немецкий музей Бонна (нем. Deutsches Museum Bonn) — специализированный научно-технический музей в городе Бонн, филиал одноимённого мюнхенского музея для земли Северный Рейн-Вестфалия. Его задача — показ достижений немецкой науки и техники для жителей и учащейся молодёжи наиболее промышленного региона ФРГ. В музее размещены не только экспонаты, но и демонстрируются эксперименты, связанные с именами знаменитых учёных, техников и изобретателей. Основными тематическим разделами является история и современность в биологии, химии, физике и экологии (после 1945 года), а также технические достижения в медицинском приборостроении, авиации и космонавтике.
Музей расположен в боннском административном районе Плиттерсдорф (Plittersdorf). С 2001 года и до сегодняшнего дня (2016 год) его руководителем является Андреа Нихаус (Andrea Niehaus). В 1999 −2000 годах Андреа Нихаус работала заместителем, а в 2000—2001 годах — исполняющей обязанности руководителя музея. Её предшественником на посту директора музея был Петер Фрисс (Peter Frieß).

## История
Немецкий музей Бонна открылся в 1995 году по инициативе и при содействии «Союза исследователей проблем и перспективных путей развития немецкой науки» (Stifterverband für die Deutsche Wissenschaft) при научно-исследовательском центре Бонна (Wissenschaftszentrum Bonn), где находится до сих пор (2016 год). Основной упор сделан на коллекцию современных идей в научно-технических исследованиях немецких учёных и изобретателей (формирующихся после 1945 года). Девиз музейной деятельности — «В разговоре с наукой и техникой».
В мае 2015 года боннский мунипалитет объявил о планах сокращения расходов на содержание города. В их число попал дотационный Немецкий музей, который планировали закрыть в 2017 году. Таким образом, из знаменитой «Музейной мили» города, куда, кроме Немецкого музея, входит ещё четыре наиболее значимых музея (Зоологический исследовательский музей Александра Кёнига, коротко «Музей Кёниг» (Museum Koenig); Дом Истории ФРГ (после 1945 года) или просто «Дом истории» (Haus der Geschichte); Художественный музей Бонна (являющегося музеем современного искусства) и Выставочный зал искусства ФРГ изымается здание музея науки и техники.
Эта реальная угроза привела к тому, что Немецкий Совет по культуре (Deutscher Kulturrat) поместил Немецкий музей Бонна в «Красный список культуры» (Rote Liste Kultur) в категорию 1 (под угрозой закрытия). В январе 2016 года муниципалитет Бонна объявил о расторжении дотационного договора с музеем с начала 2018 года.
Развернулась дискуссия о дальнейшей возможности существования музея. В поддержку Немецкого музея выступил Союз образования и инноваций Рейнской области. 6 июля 2016 года была распространена информация, что на очередную ежегодную премию (награду) «Боннского мостового самца» (Brückenmännchen (Bonn)) от Боннского клуба СМИ будет выставлена директор Немецкого музея Андреа Нихаус.

## Постоянная выставка
Постоянная экспозиция представляет из себя примерно 100 экспонатов, рассказывающих о развитие научных исследований и техники в Германии после 1945 года. Самый крупный экспонат — это Трансрапид 06, который испытывался в Эмсланде на опытном полигоне Трансрапида. С экспонатами связаны имена знаменитых ученых, техников и изобретателей, в том числе лауреаты Нобелевской премии:
- Манфред Эйген — немецкий физико-химик. В музее демонстрируется прибор для измерений сверхбыстрых химических реакций, заключающихся в импульсном (однократном или периодическом) смещении химического равновесия системы воздействием на неё температуры, давления, электрического поля и других факторов с последующим наблюдением за релаксацией системы в новое равновесное состояние.
- Клаус фон Клитцинг -немецкий физик. В музее представлен кремниевый полевой транзистор, с помощью которого в Гренобле был открыт целочисленный квантовый эффект Холла.
- Георг Кёллер — немецкий биолог и иммунолог. В музее экспонируется лабораторная книга учёного, в которой зафиксировано открытие моноклинальных антител.
- Рудольф Мёссбауэр — немецкий физик, , специалист в физике атомного ядра и элементарных частиц. В музее демонстрируется приводной механизм авторского спектроскопа для изучения я́дерного га́мма-резона́нса.
- Эрвин Неер — немецкий биофизик, разработавший метод локальной фиксации потенциала. Демонстрируется измерительная аппаратура данного метода, с помощью которой автор в сотрудничестве с Бертом Сакманном смогли впервые измерять величину и время тока ионов отдельными каналами в клеточной мембране.
- Вольфганг Пауль — немецкий физик. В музее представлена копия «Ионной ловушки» автора.

## Участие в работе музея
В выставочной части музея каждый посетитель может принять участие в экспериментах, позволяющих лучше понять физику.

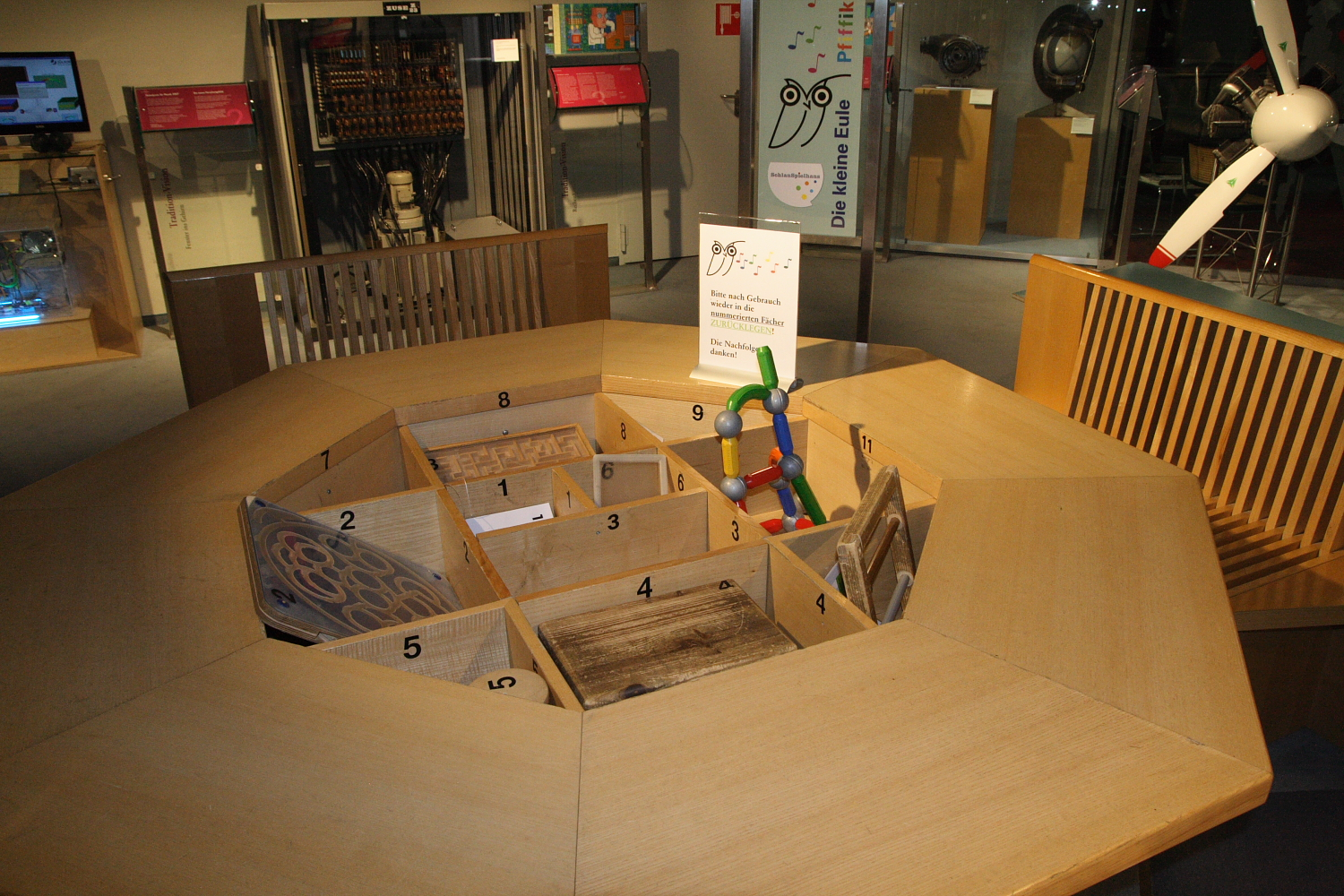
Стол для проведения экспериментов
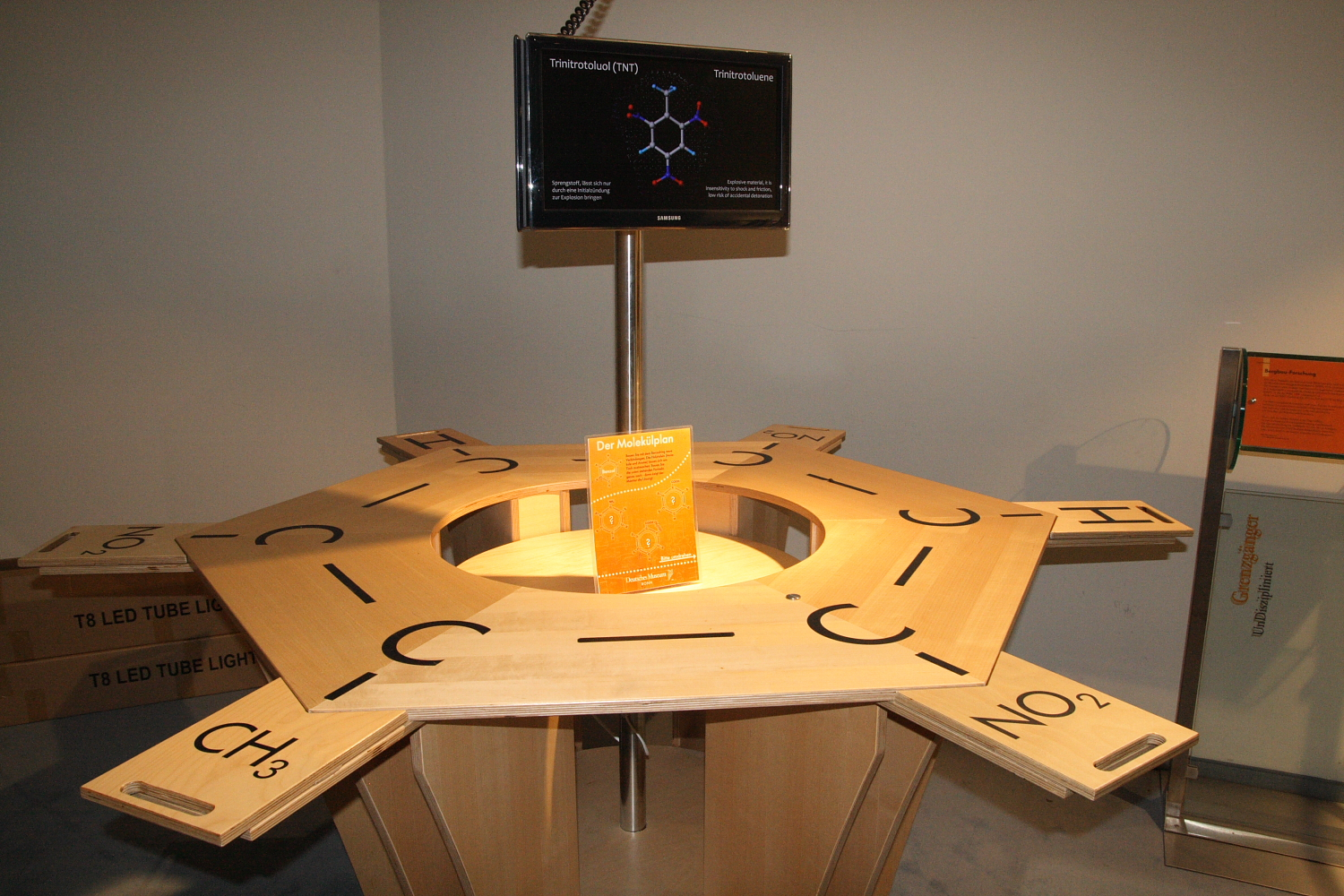
"Бензоловый стол" – что такое Тринитротолуол
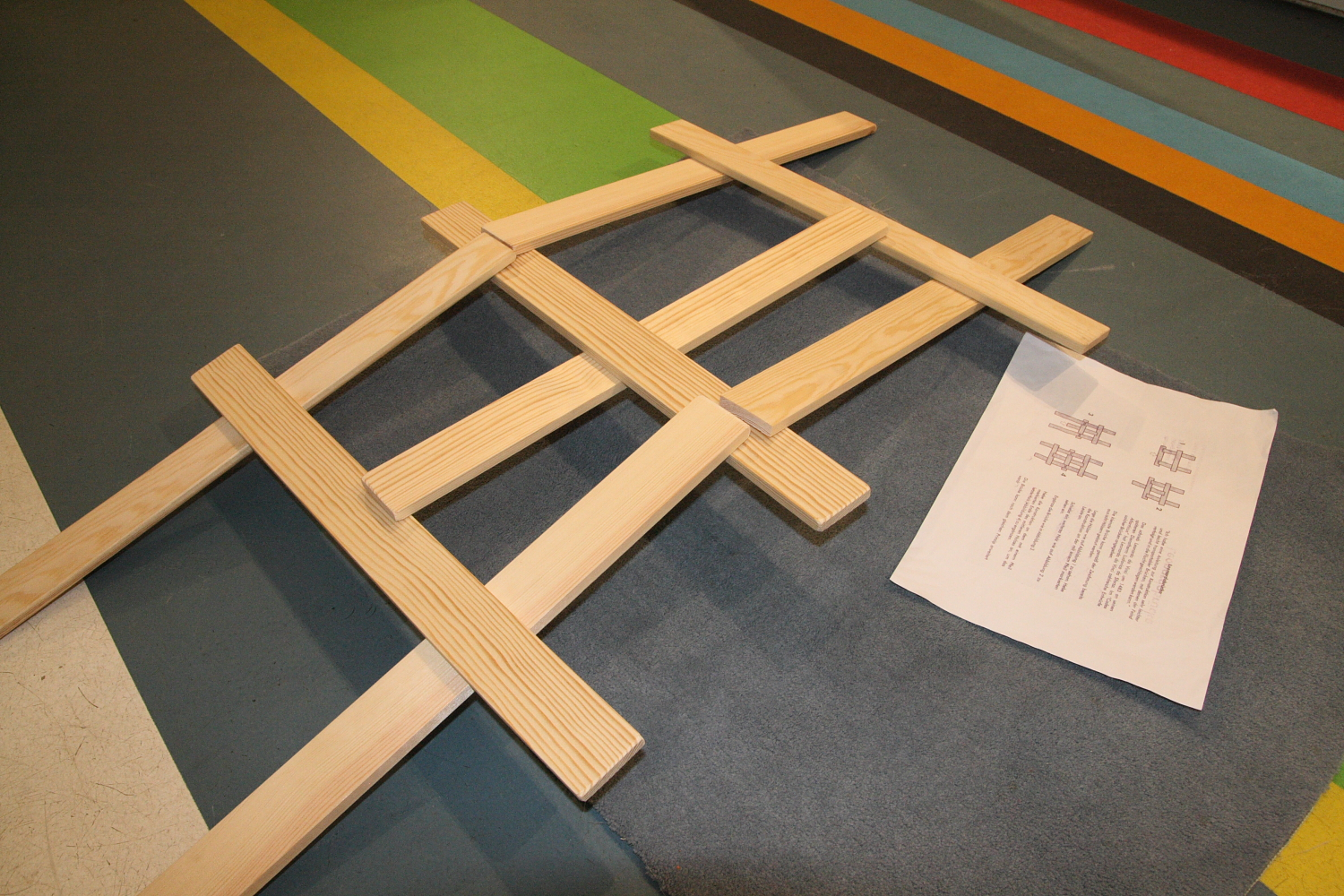
Безопорный мост Леонардо да Винчи
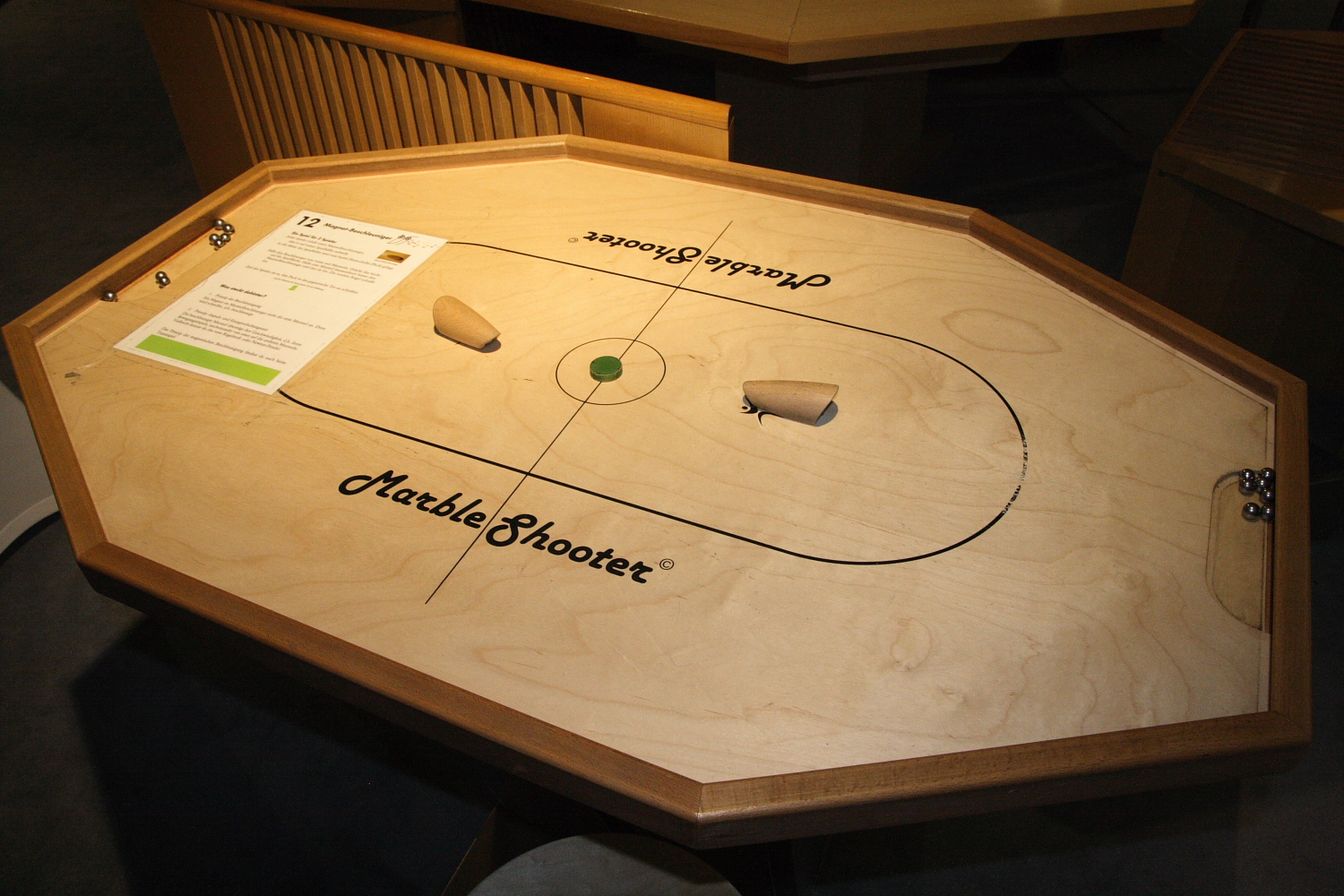
Игра "Maгнитный ускоритель"
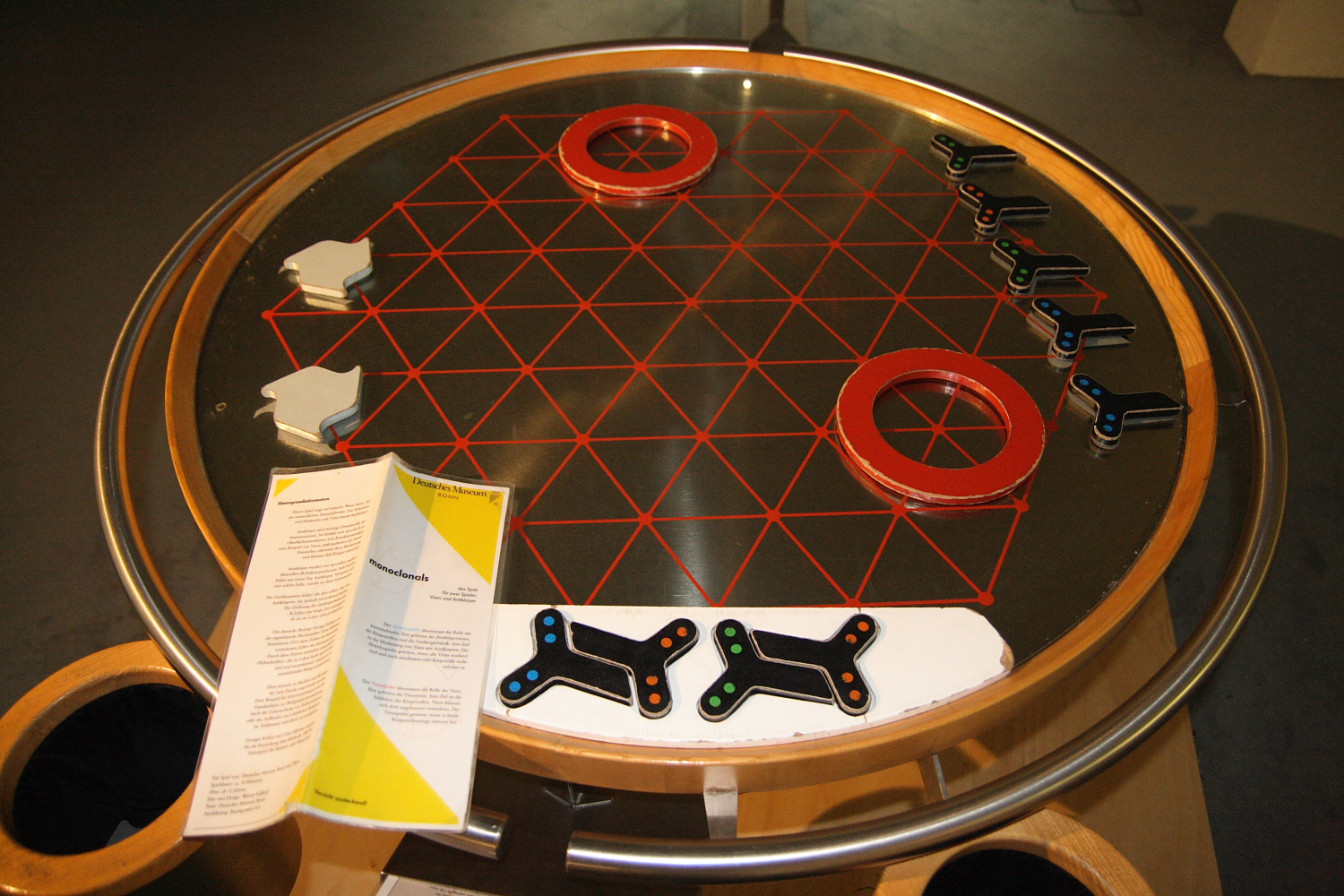
Игра "Моноклональные антитела" – вирусы против антигенов.

## Специальные выставки с 2010 года
- Боннское обозрение — Аргеландер и астрономическое наследство. С 8 октября 2009 года до 5 апреля 2010 года.
- Электрические силы. Энергия XXI-го века. С 2 июня по 24 октября 2010 года.
- Леонардо да Винчи — Движущие прогресс изобретения. С 5 ноября 2010 года по 1 мая 2011 года.
- Мечта Кекуле — От бензольной формулы до Боннского дворца химии. С 14 июля 2011 года по 26 февраля 2012 года.
- Генрих Герц — От скачка искры к радиоволне. С 26 апреля 2012 года по 13 января 2013 года.
- Вольфганг Пауль — ловец частицы. С 13 ноября 2013 года по 24 августа 2014 года.
- «Погоня за эффектом». С 23 апреля по 4 июля 2015 года.
- «Жесткий материал» карбон — материал будущего. С 1 сентября 2015 года по 29 мая 2016 года.
- Обновление выставки Леонардо да Винчи — Движущие прогресс изобретения. С 14 июня по 14 августа 2016 года.
- «Морские переживания». Выставка об океанах и океанографии. С 7 октября 2016 года по 23 апреля 2017 года.